# Sgeir an Eirionnaich
Sgeir an Eirionnaich är en obebodd ö i den Treshnish Isles i Argyll and Bute, Skottland. Ön är belägen 1,5 km från Lunga.